# Lucas Cruikshank
Lucas Alan Cruikshank (Columbus, 29 augustus 1993) is een Amerikaans acteur.

## Biografie
Cruikshank is vooral bekend door zijn rol als Fred Figglehorn en zijn veel bekeken kanaal op de videosite YouTube. Hij is de bedenker, producent, distributeur en acteur van de vier seizoenen durende serie. In 2012-2013 speelde hij de hoofdrol in Marvin Marvin, waarin hij de buitenaardse Marvin speelt die op aarde bij een gastgezin verblijft.
Hij was te zien in een aflevering van de televisieserie iCarly. Deze aflevering werd speciaal gemaakt als aankondiging voor de serie Fred: The Show. Daarnaast was Cruikshank ook te gast in The Tyra Banks Show en had hij een cameo in Big Time Rush.

## Privé
Op 20 augustus 2013 kwam hij op zijn YouTube-kanaal uit de kast als homoseksueel.